# مید و انتریم شرقی
مید و انتریم شرقی (به انگلیسی: Mid and East Antrim) یک بخش در ایرلند شمالی است.